# 上海汽車集団

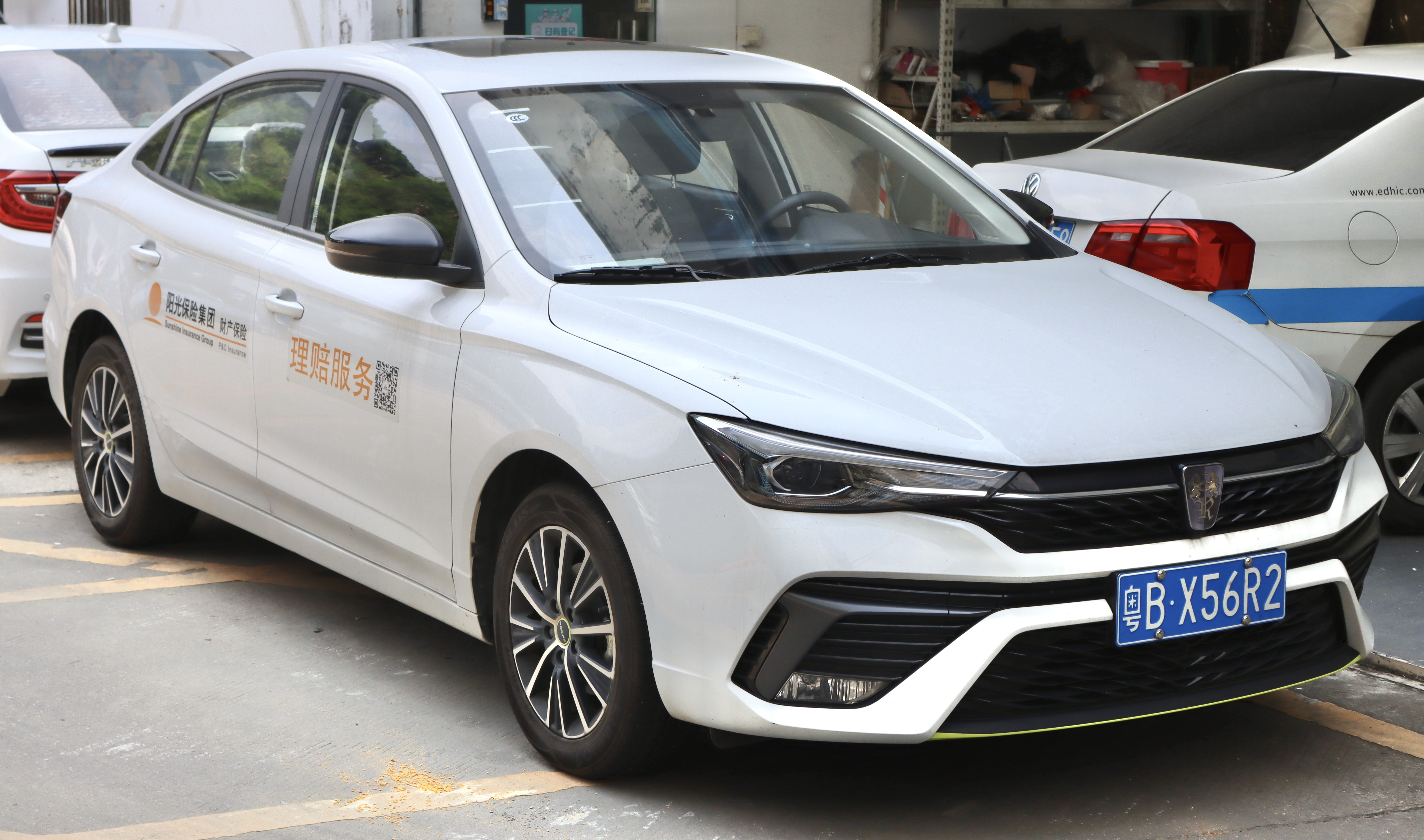
Roewe i5

上海汽車集団股份有限公司（しゃんはいきしゃしゅうだんこふんゆうげんこうし、中: 上海汽车集团股份有限公司、 英: SAIC Motor Corporation Limited）、略称上汽集団（しゃんちーしゅうだん、中: 上汽集团）は、中華人民共和国上海市に本社を置く自動車メーカーである。現在の英文社名のSAICは元々の英文社名であるShanghai Automotive Industry Corporationの頭文字をとっている。
第一汽車、東風汽車と並び、中国の三大自動車メーカーの一つ。また、この2社に長安汽車、奇瑞汽車を加えた、中国自動車メーカーの「ビッグ5」の内の1社でもある。
長年にわたり中国の自動車メーカーで販売台数が最も多かったが、2024年にはBYDに販売台数トップの座を譲った。

## 歴史

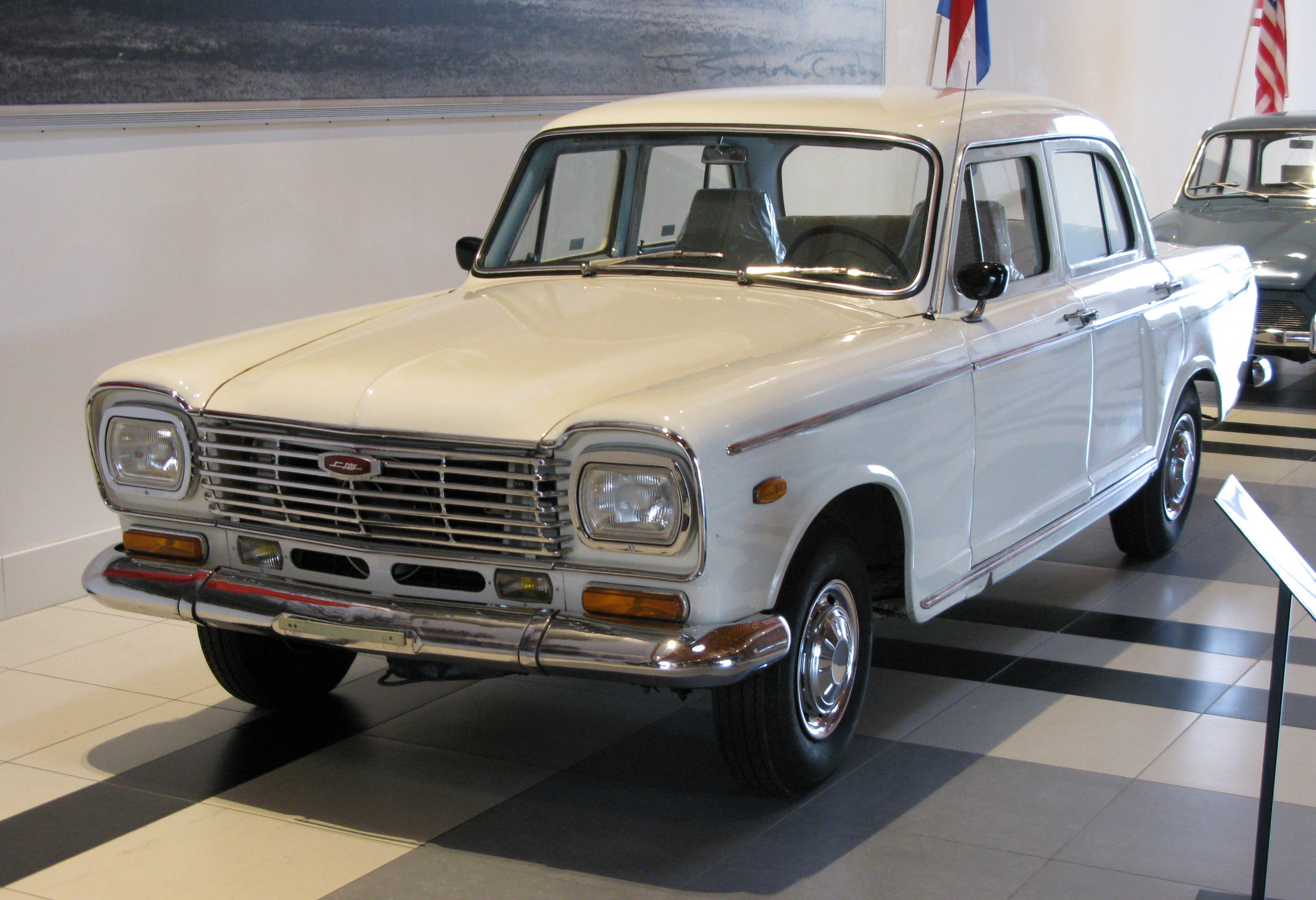
上海・SH760

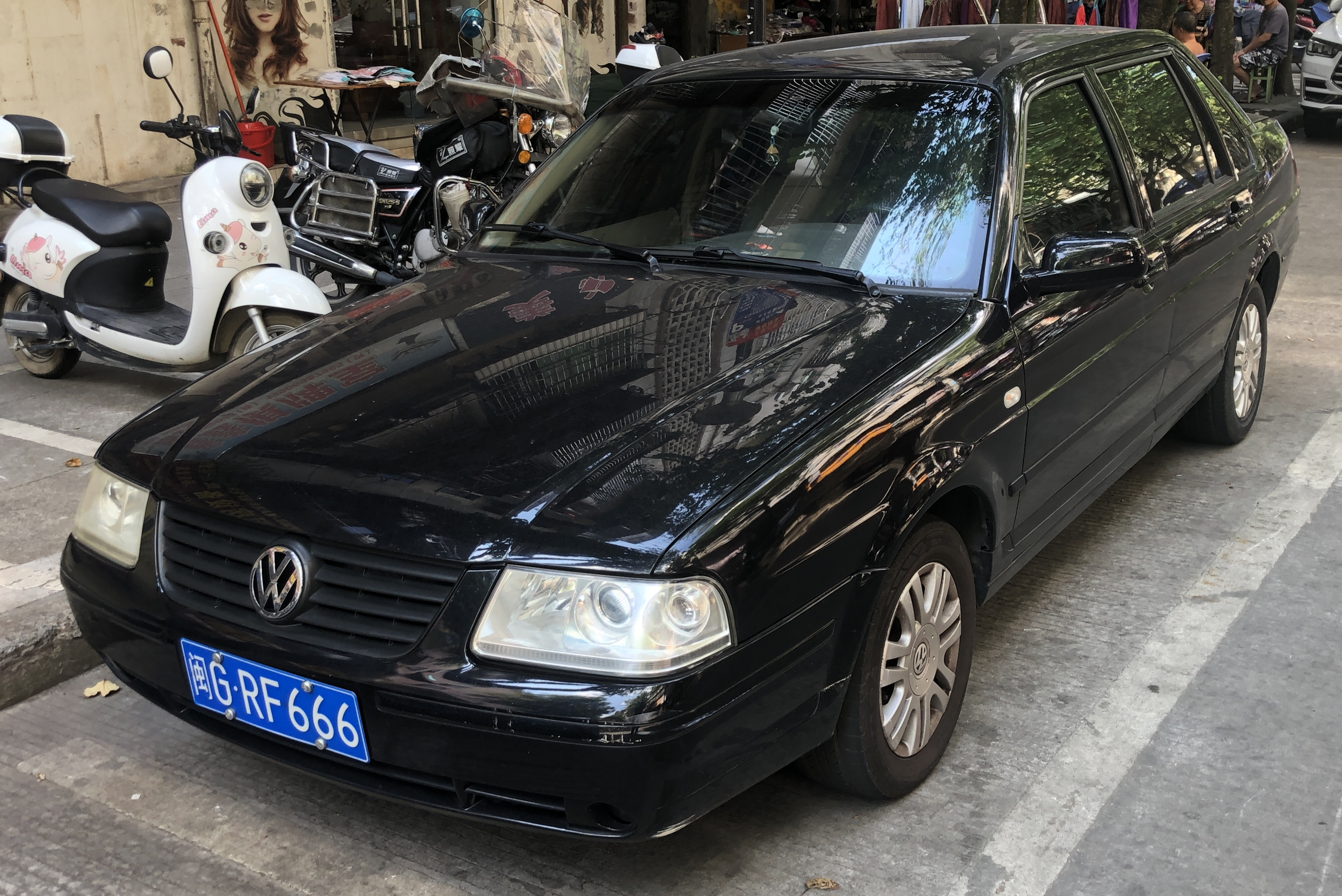
上汽大衆が生産したVW・サンタナはタクシー車両として普及した。

1958年に最初の自動車である「鳳凰」セダンの試作に成功。鳳凰は1964年に上海・SH760と改名され、1991年までの長期間にわたって生産された。後に始まった中国共産党政府の改革開放政策で、中国自動車企業として初めて外国資本との合弁に着手し、ドイツのフォルクスワーゲン社との合弁会社「上汽大衆」を設立してVWサンタナ（後に『サンタナ2000/3000』に発展）を生産した。
サンタナシリーズは長らく生産され、上海市内のタクシーの車種別シェアの多くを占めていた。またのちにサンタナ2000/3000の知的財産権がフォルクスワーゲンから譲渡された。
その一方で1990年代にはアメリカ、ゼネラルモーターズと合弁会社「上海通用」も設立、キャデラック、ビュイックやシボレーのモデルを生産している。
2004年、経営破綻した韓国の双竜自動車の株式を49%取得し買収。しかし双竜は再び経営が悪化し、法定管理（日本の会社更生法に相当）申請を経て2010年11月にインドのマヒンドラ&マヒンドラへ売却された。

### MGローバーとの関係

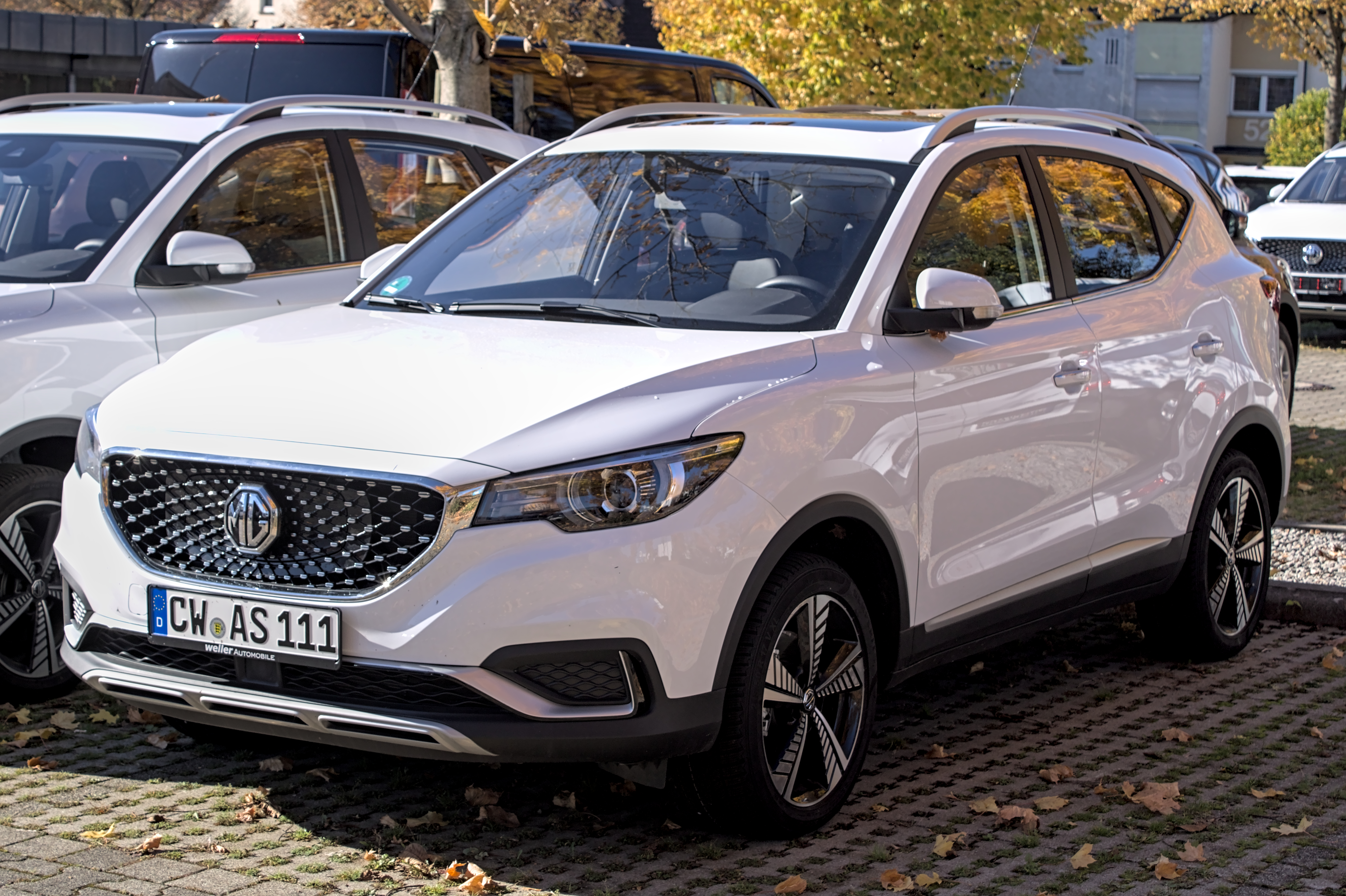
MG・ZS EV

2004年には、経営難に直面したイギリスのMGローバー（以下MGR）と資本・技術提携を発表したが、翌2005年に決裂、直後に同社は経営破綻し、倒産した。
上汽集団は再建に向けて経営権獲得に名乗りを上げたが、当時のブレア政権との相性も悪くMGRは結局解体されることとなった。
この時点でMGRのブランド全体の所有権はBMWにあり、MGRのブランドのうちスポーツ部門のMGの知的財産権を南京汽車に割譲、乗用車部門のローバーは当時ランドローバーを所有していたフォード・モーターに売却された。
一方、上汽集団はMGRとの交渉を通じてエンジンや車体設計などの知的財産権を取得し、同社の高級モデルローバー・75の生産設備を買い取った。その技術を基に、自社の中上級ブランド「栄威（Roewe）」を立ち上げ、2006年以降「Roewe 750」として中国市場で生産・販売を開始した。
上汽集団はローバーの商標権は取得しておらず、Roeweは設計・技術資産のみを活用した独自ブランドである。現在、ローバーの商標権はタタ・モーターズ傘下のジャガー・ランドローバーが保有している。
2007年には上汽集団が南京汽車を吸収合併し、MGの商標権や設備は上汽集団の資産となった。これにより上汽集団はMGを自社のグローバル戦略ブランドとして再編し、中国国内外でEVやSUVを中心としたラインナップを展開しながら、世界市場で販売を拡大している。

### 近年の展開
2019年12月、日本や欧州メーカーとの合弁企業を傘下に持つ広州汽車集団と5年間に及ぶ包括的な提携を発表、コア技術の開発や産業チェーンの共有化、新規事業並びに海外市場の開拓などの相互支援を公表した。
2020年9月、「水素戦略」を発表。2025年までに水素燃料で走る燃料電池自動車少なくとも10モデル発売。他の企業と連携して関連施設の整備も行い産業化を推進する方針も示した。
2022年9月22日、国有エネルギー大手の中国石油化工集団および中国石油天然気、CATLと共同で、ガソリンスタンドのネットワークを活用した電気自動車の電池交換ステーションを建設すると発表。
2020年代以降、中国国内では民間企業や地方政府系メーカーを中心に、自主ブランド・自主開発車種の競争が一層激化しており、多くのモデルが欧州や東南アジア、南米などへも積極的に輸出されている。上汽集団はVWやGMとの合弁事業を収益の柱としつつも、MGやRoeweなどの自主ブランドを本格的に育成し、海外市場での展開を進めている。
上汽集団は中国自動車産業の中でも最も多くの部品・サプライチェーン関連子会社を抱え、グループ全体で電動化やスマートカー分野への投資を強化している。

## 主なブランド・グループ企業

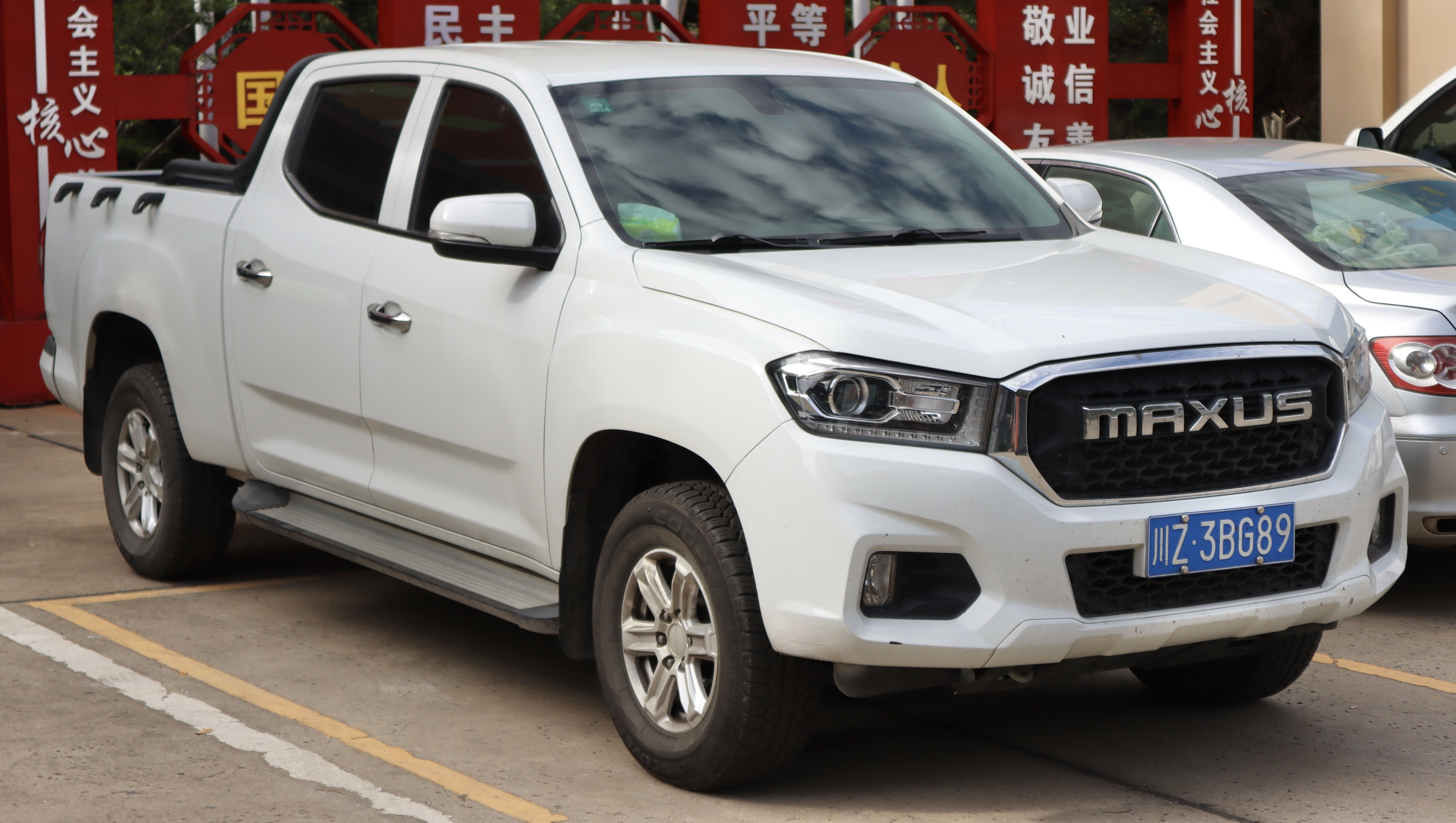
Maxus T70

- Maxus（英語版）(大通)：2011年に設立された上汽集団の完全子会社。MGやRoeweと並ぶ自主ブランドとして、商用車やSUVを軸に海外市場にも展開している。
- MG：南京汽車の買収によって取得。海外市場にも展開されている上汽集団の基幹ブランドである。
- Roewe（英語版）（栄威）：旧MGローバーの知的財産を元に創設された自主ブランドである。
- 上汽大衆汽車（上汽フォルクスワーゲン、上汽VW、SAIC VW）：旧称上海大衆汽車。独フォルクスワーゲンとの合弁会社、サンタナなどを製造。
- 上汽通用汽車（上汽GM、SAIC GM）：旧称上海通用汽車。米ゼネラルモーターズ（GM）との合弁会社
- 上汽通用五菱汽車 (SAIC-GM-Wuling, SGMW) ：SAICが50.1%、GMが34%、五菱汽車が15.9%出資する合弁会社
- 上汽大通汽车有限公司（英語版）（上汽大通、SAIC Maxus）：英LDVグループ（英語版）の知的財産を元に創設された自主ブランド。バン、ミニバン（MPV）、SUV、ピックアップトラックを製造・販売。
- 汎亜汽車技術中心(Pan Asia Technical Automotive Center、PATAC)：GMとの合弁で設立された技術開発センター
- 安吉物流：物流会社